# ジジ・ベカリ
ゲオルゲ・"ジジ"・ベカリ（George "Gigi" Becali (ルーマニア語発音: [ˈdʒe̯ordʒe beˈkali]、1958年6月25日 - ）は、ルーマニアの政治家、実業家。FCステアウア・ブカレストの会長を務めている。
2009年6月から2012年12月まで欧州議会議員であり、同月以後はルーマニア国会議員を務めた。